# Александар Едмон Бекерел
Александар Едмон Бекерел (фр. Alexandre-Edmond Becquerel; Париз, 24. март 1820 — Париз, 11. март 1891) био је француски физичар који је проучавао соларни спектар, магнетизам, електрицитет и оптику. Био је познат по својим радовима везаним за луминесценцију и фосфоресценцију. Открио је фотоволтски ефекат, који представља физику иза соларних ћелија, 1839. године Био је син Антоана Сезара Бекерела и отац Анрија Бекерела.
Бекерел је рођен у Паризу и био је, у навратима, ученик, асистент и наследник свог оца у Музеју природне историје. Такође је постављен за професора Пољопривредног института у Версају који је био кратког века 1849. године, а 1853. године постао је шеф катедре за физику на Конзерваторијуму уметности и заната. Бекерел је био повезан са својим оцем у већини својих дела, али он сам је посветио доста пажње проучавању светлости, а посебно фотохемијским ефектима и спектроскопским карактеристикама соларне радијације и електричне светлости, као и феноменима фосфоресценције, посебно код сулфида и смеша уранијума. У вези са овим, каснијим истраживањима, осмислио је фосфороскоп.
Бекерел је објавио 1867 – 1868. године дискусију у два тома названу La Lumière, ses causes et ses effets. Такође је истраживао дијамагнетске и парамагнетске карактеристике супстанци и веома су га интересовали феномени електрохемијског распада, те је прикупио доста доказа који су ишли у прилог Фарадејевом закону електролизе и предложио је измењен исказ тог закона који је требало да покрије одређене привидне изузетке.